# اختلال‌های سازگاری
طبق نظام طبقه‌بندی رفتارهای ناهنجار (کتاب DSM-III-R)، اختلال سازگاری (به انگلیسی: Adjustment disorders) واکنش غیرانطباقی نسبت به یک یا چند عامل استرس‌زای روانی، اجتماعی است که در ضمن ۳ ماه پس از ظاهر شدن عامل تنش زا (استرس‌زا) پدید می‌آید. اختلال سازگاری یک واکنش بیمارگونه در مقابل چیزی است که شخص عادی ممکن است آن را «بدشانسی» بنامد. این اختلال، تشدید یک اختلال روان‌پزشکی که شامل ملاک‌های تشخیصی دیگر باشد نیست.
عامل تنش زا می‌تواند بسیار جزئی باشد مانند یک ضرر مالی کوچک ولی فرد دچار مشکلاتی می‌شود مانند مشکلات خواب، بی‌قراری، تحریک پذیری، عصبی بودن، خستگی، اضطراب، از دست دادن تمرکز و منزوی شدن، عصبی بودن شدید، نگرانی و ناتوانی از حضور در سر کار، مدرسه یا بودن در کنار دیگران. در تشخیص باید دقت کرد فرد بیماری روانی دیگری نداشته باشد.
معمولاً چون بیماری گذرا است بدون درمان در طی چند ماه بهبود می‌یابد.
این بیماری افسردگی واکنشی (reactive)، برون‌زاد (exogenous) و موقعیتی یا وضعیتی (situational) هم نامیده می‌شود چون برخلاف افسردگی اساسی در شرایط خاصی بروز می‌کند و با رفع ان شرایط، بهبودی حاصل می‌گردد. تنش مسبب بیماری در حد مسایل جاری و روزمره زندگی است که برای هر کسی ممکن است رخ بدهد ولی اینان قابلیت انطباق یا سازگاری (adjust) یا کنار آمدن (Coping) با ان وقایع را نداشته و دچار علایم افسردگی، اضطراب یا اختلال سلوک(conduct) یا ترکیبی از این موارد می گردنند. وجه ممیزه ان از اختلالات اضطرابی وجود یک عامل تنش‌زای مسبب و از اختلال فشار روانی پس از سانحه (post traumatic stress disorder PTSD) عادی بودن شدت تنش است چرا که در اختلال اضطرابی علایم مستقیماً به تنش وارده ارتباط ندارند و در اختلال فشار روانی پس از سانحه (post traumatic stress disorder PTSD) شدت استرس در حدی است که از توان تحمل هر انسان عادی خارج است.

## اختلال سازگاری در کودکان
اختلال سازگاری می‌تواند در هر سنی رخ دهد، اما شیوع آن در کودکان و نوجوانان نیز قابل توجه است. رویدادهای تنش‌زایی مانند تغییر محیط زندگی، جدایی از عزیزان، طلاق والدین، یا مشکلات مالی خانوادگی می‌توانند محرک این اختلال در کودکان باشند. علائم در کودکان شامل اضطراب بیش از حد، تغییرات رفتاری، مشکلات تحصیلی، اختلالات خواب و خوراک، و حتی رفتارهای پرخاشگرانه است. تشخیص و درمان به موقع این اختلال در کودکان از اهمیت ویژه‌ای برخوردار است، زیرا می‌تواند تأثیرات بلندمدتی بر رشد و توسعه آن‌ها داشته باشد. در صورت مشاهده چنین علائمی، مراجعه به روانشناس کودک توصیه می‌شود.